# Michał Guttner
Michał Guttner (ur. w 1796, zm. w 1878 roku w Lublinie) – powstaniec listopadowy, emigrant. 

## Życiorys
Pochodził z rodziny spolszczonej szlachty kalwińskiej. Był prawnukiem podstarościego Jana Guttnera (zm. 1733).
W powstaniu listopadowym był kapitanem 5 Pułku Strzelców Konnych, później adiutantem generała Paca. W czasie powstania listopadowego odznaczył się odwagą w bitwie pod Ostrołęką 26 maja 1831 r. Po upadku powstania wyemigrował i przebywał we Francji i Anglii. Na emigracji należał do obozu Czartoryskiego. Po powrocie do kraju w 1840 roku ożenił się z Ludwiką Marcinkowską z którą miał trzech synów: Karola, Antoniego i Romana oraz córkę Stefanię. W latach 1853–1863 był zarządcą majątku Cielętniki na Śląsku, gdzie pisał obszerny pamiętnik.